# 申京淑
申京淑（韓語：신경숙，1963年1月12日—）是一位韓國女作家。申京淑出生於全羅北道，1982年進入首爾藝術大學並於1984年畢業，翌年於文壇出道，1990年代已經獲得多個韓國的文學獎項，包括東仁文學獎及李箱文學獎等。2012年，憑《請照顧我媽媽》獲得第五屆英仕曼亞洲文學獎，成為首位獲得該獎項的女性作家。

## 獎項
- 1985年：《冬季寓言》榮獲文藝中央新人文學獎
- 1993年：《風琴曾經在那兒》榮獲韓國日報文學獎、文化部當代青年藝術家獎
- 1995年：《深深的憂傷》榮獲現代文學獎
- 1996年：《單人房》榮獲萬海文學獎
- 1997年：榮獲第28屆東仁文學獎
- 2000年：榮獲第5屆二十一世紀文學獎
- 2001年：榮獲第25屆李箱文學獎
- 2006年：榮獲吳永壽文學獎
- 2007年：榮獲美國作家協會翻譯基金會獎金

## 作品
- 《冬季寓言》
- 《風琴曾經在那兒》
- 《深深的憂傷》
- 《單人房》
- 《請照顧我媽媽》
- 《我們不要忘記今天》
- 《向着父亲走去》

## 抄襲風波
2015年6月16日，韓國小說家李應俊在《赫芬頓郵報》韓文版發文指控，申京淑於1996年發表的短篇小說〈傳說〉抄襲日本小說家三島由紀夫於1961年發表的短篇小說〈憂國〉的金后蘭翻譯韓文版。2015年6月17日，申京淑在《赫芬頓郵報》反擊，她確實看過三島由紀夫的作品，但除《金閣寺》外她均未曾翻閱，她更不知道三島由紀夫寫過〈憂國〉，她對李應俊的抄襲指控感到痛心。2015年6月22日，申京淑接受韓國《京鄉新聞》專訪，依然主張她沒看過〈憂國〉，但又說她對自己的記憶也沒有自信，若單從李應俊的質疑與比對看來，李應俊的抄襲指控確實有理，她衷心向讀者致歉，她會跟出版社協議在未來的小說單行本中不再收錄〈傳說〉，她也會辭退目前擔任的文學獎評審並在家反省。
2015年6月23日，申京淑經《京鄉新聞》稱「雖然我拚命回想，也想不起自己曾讀過《憂國》，但我如今已無法信任自己的記憶了」，又承認自己「可能有抄襲」並道歉。其小說集被出版社即時停止發行。

## 資料
- KTLIT's Shin Kyoung-sook page （页面存档备份，存于）